# 羅莘桉
羅莘桉，JP（1974年12月—），香港公務員，現任在職家庭及學生資助事務處處長，曾出任觀塘民政事務專員及香港駐倫敦經濟貿易辦事處處長。他在1997年加入香港政府任職政務主任，及後於政府總部多個決策局及部門任職。他在2012年時任職政務司司長新聞秘書，曾在出訪社區期間與人民力量成員肢體衝突而被警方帶走。他曾兩次獲委派外駐至海外的香港經濟貿易辦事處任職，除由2021年至2025年出任香港駐倫敦經濟貿易辦事處處長外，亦在2006年至2009年間曾獲派於香港駐東京經濟貿易辦事處擔任副處長。

## 早年生活
羅莘桉在1974年12月出生，早年就讀於中華基督教會全完中學，亦曾出任香港傑出學生會會長。他於1993年入讀香港中文大學新亞書院，並主修經濟學，並兩度出任學系系會會長。品學兼優的他在1997年時獲新亞書院頒授予在學生的最高榮譽誠明獎，並在同年取得一級榮譽社會科學學士學位。

## 公務員生涯

### 早年生涯
羅莘桉在1997年畢業後隨即加入香港政府擔任政務主任。羅先後獲安排於多個決策局及部門任職，歷任工務局助理局長、民政事務總署政務主任、房屋及規劃地政局助理秘書長及食物環境衞生署高級政務主任。及後，他獲港府送至雪城大學修讀公共行政碩士學位。他在2006年被調派至香港駐東京經濟貿易辦事處出任助理代表。在助理代表任內，他除了協助加強港日兩地的官方交流，安排訪日官員及議員的行程及聯絡外，亦有投入聯繫在日港人的工作。他在日本一直任職至2009年才返回香港。
羅任滿從日本返港後，在2010年1月起升任民政事務局首席助理秘書長，負責文化政策及表演艺术團體和組織的資助和監督。然而，審計署在羅甫一上任時就在衡工量值調查後指責港府並沒有向香港中樂團的資助、管理及管治作出妥善監督，而他更多次以書面向審計署解釋及出席香港立法會的聽證會回應提問。另外，他亦統籌香港與广东省的文化、體育及青年事務合作。就工廠大廈創意空間政策，羅曾在香港藝術發展局籌辦的公開諮詢論壇上與發展局羅志康和商務及經濟發展局李碧茜一同遭工廈藝術家示威抗議港府政策視工廈藝術空間為違反土地用途。他在2011年11月6日後卸任首席助理秘書長，並在隨後獲委任為政務司司長新聞秘書。在出任林瑞麟及林鄭月娥的新聞秘書期間，他曾代表政務司司長擔任家庭議會及西九文化區管理局董事局的委員。

#### 肢體衝突事件

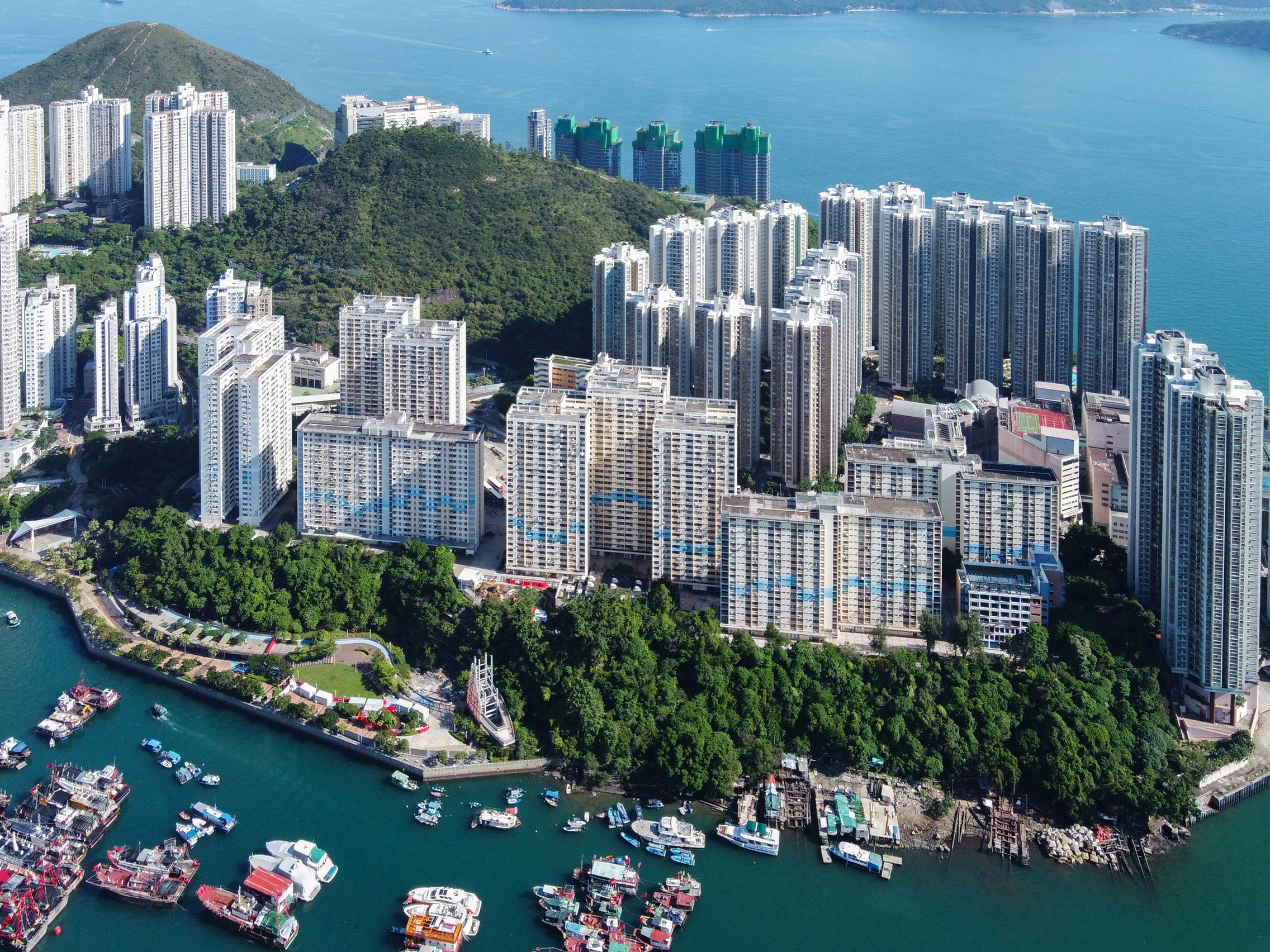
羅莘桉在2012年7月8日陪同林鄭月娥前往位於鴨脷洲邨的鴨脷洲社區會堂出席公開活動

梁振英政府在2012年7月1日展開任期後，包括林鄭月娥等主要官員均於各區參與會見市民的活動。在同月8日，羅莘桉陪同林鄭月娥前往鴨脷洲社區會堂與市民交流意見，而會後林鄭因示威者眾多而與政府新聞處職員從側門離開，但示威者趕至後與官員推撞，期間羅與示威者發生肢體衝突。羅在雙方衝突期間被指推跌人民力量成員譚兆宗，羅、譚及林雨陽一同被警方帶走協助調查，而譚及林就向警方投訴羅向示威者施襲。羅否認指控並指在衝突中被人抓住，及後獲警方安排於警署轉乘其他政府車輛離開。肢體衝突事件後，羅在2013年中獲提早調離政務司司長辦公室。

### 觀塘民政事務專員
羅莘桉在2013年7月2日出任觀塘民政事務專員，並在同月12日獲委任為官守太平紳士，亦隨即在北京大學完成國家事務研習課程。他上任後與觀塘區議會商討於觀塘海濱興建音乐喷泉，而區議會及後通過造價達5,350萬港元的觀塘海濱花園音樂噴泉工程並提交至香港立法會。在2015年香港區議會選舉後，多名當選的傘兵反對由上屆區議會支持的海濱音樂噴泉工程，但羅則指因工程已排期向立法會申請撥款而難以取消，而工程亦獲建制派主導的區議會支持繼續，最終工程亦在他任後的2021年完工。他任內經歷淘大工業村迷你倉大火，並在事後帶領區內各組織及領袖向殉職的張耀升及許志傑致敬。臨近離任，他與區內工商界人士檢討起動九龍東計劃的措施，包括啟德郵輪碼頭啟用及活化工廈計劃結束等。最後，他在2017年7月11日後卸任專員一職。

### 重返政總
羅莘桉離任民政事務專員後，隨即被港府送往史丹佛大學深造，更成為2018年管理硕士畢業生中成績最佳者。他返港後出任食物及衞生局首席助理秘書長，並在2020年香港立法會選舉中兼任飲食界功能界別的選舉主任。他任職的崗位職務繁多，當中包括監督食物環境衛生署的市政潔淨及環境衛生服務和公私營殯葬服務政策的實施情況，並須定期向立法會匯報。另外，他亦聯同食環署檢討政府的公立街市網絡，包括為舊街市進行現代化改善、興建新街市及增加街市的服務種類和形式等。就2019冠狀病毒病香港疫情，他被指令負責為香港制定家居檢疫制度。

### 駐倫敦經貿辦處長

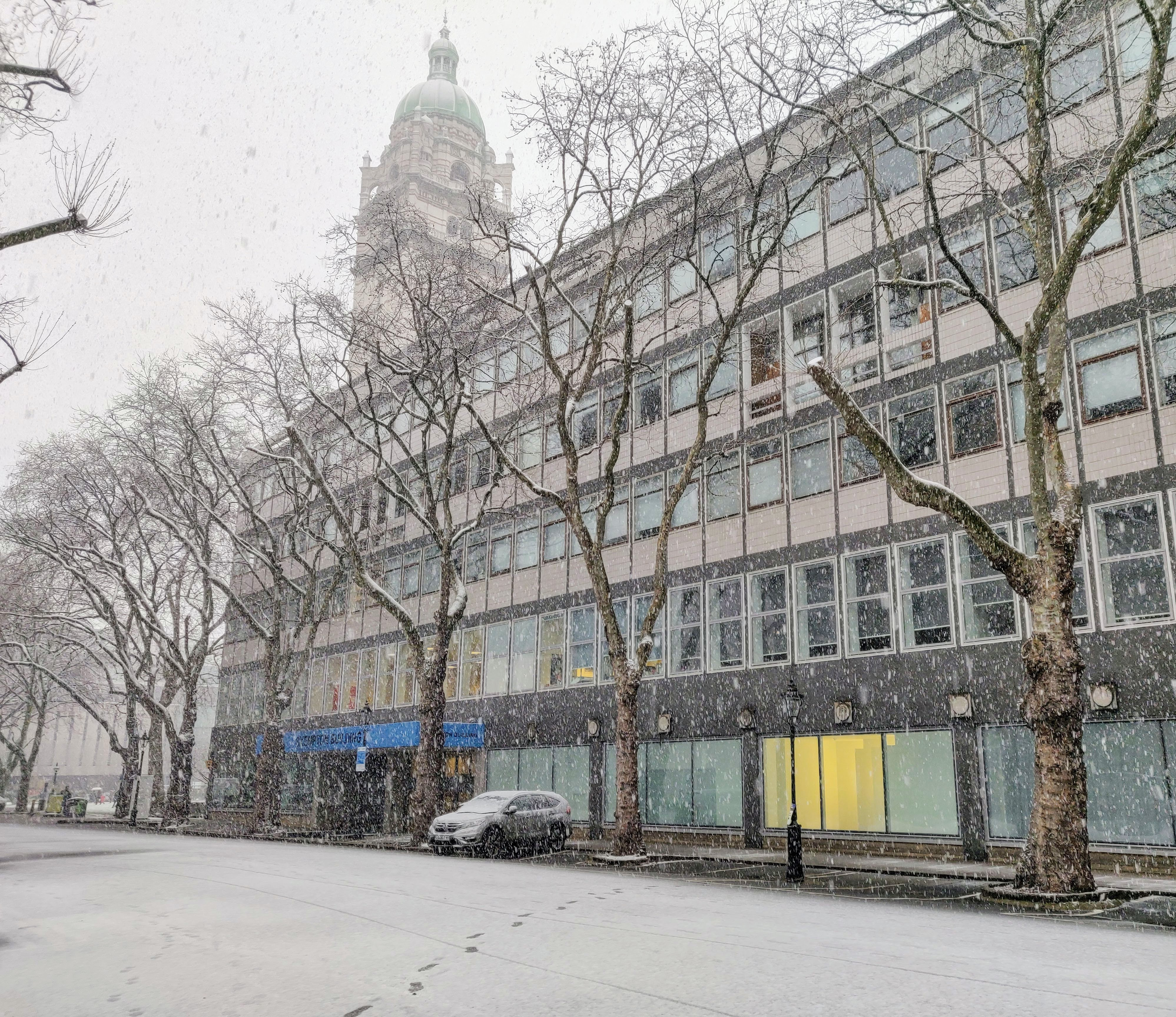
羅莘桉曾聯絡伦敦帝国学院等多家英國院校舉行香港就業研討會

羅莘桉在2021年8月獲委任為香港駐倫敦經濟貿易辦事處處長。隨著《香港國安法》生效引發香港移民潮，羅曾撰文駁斥英国媒体對港府的批評，包括在2021年12月去信《星期日泰晤士報》警告該報批評2021年香港立法會選舉是騙局的社論涉嫌違反香港的選舉法例。然而，他的言論引起爭議，惹來香港監察等海外異見組織指責香港駐海外的經貿辦成為僅代表中國政府的駐外機構，並促請關閉各經貿辦。事後，他更強調以強硬的言論反駁外國傳媒是港府官員的共識。
因應香港行政長官李家超在上任後致力招攬海外人才的政策，羅在2022年12月與香港工程師學會在伦敦帝国学院向工程學學生宣傳香港的就業機會，亦以北部都會區等說明工程業界在香港有持續的需求。及後，為舒緩香港醫療問題，羅直接聯繫符合在港執業資格的英國醫學院及大學，與醫院管理局行政總裁高拔陞在英舉行招聘活動，並藉以向當地醫生及醫科生介紹在香港的工作、實習及晉升機會。醫管局最終在招募活動發出超過一百份有條件聘書，當中更有約兩成應聘者先前與香港沒有聯繫。
除吸引人才外，羅亦透過強調香港將落實加入《区域全面经济伙伴关系协定》來向英國商界說明香港的地理優勢，以達招商引资之效。另外，他亦提出按地區針對不同產業作推廣，包括伦敦的金融和、曼彻斯特和爱丁堡的贸易及利兹的文化創意產業等。在任內，他亦獲晉升至首長級乙級政務官，並於2023年12月1日再度獲委任為官守太平紳士。
葉劉淑儀在2024年4月於香港立法會中指責羅的經貿辦成本增逾四千萬港元，認為人手過多及提倡縮編，惟在同年5月隨即爆出香港駐倫敦經貿辦間諜案，葉劉因而改為支持經貿辦保留更多資源用作搜集持不同政見者的情報。儘管下屬因觸犯《2023年國家安全法令》被捕，他依然繼續出席各項文化及商貿活動，更在社交網站上強調經貿辦的工作。案件及後於2025年2月14日進行審訊前覆核，並需延至2026年3月才正式開審，而他亦隨即於2025年3月16日卸任返港，由周雪梅接替處長職務。

### 返港任職
離開英國後，羅莘桉在2025年3月17日返港就任在職家庭及學生資助事務處處長。

## 個人生活
羅莘桉已婚並育有子女，大女兒於日本完成幼稚園課程而操流利日语，而小兒子則於2011年出生。羅為基督教宣道會信徒，更在2017年於建道神學院完成基督教研究深造文憑。

## 榮譽

### 殊勳
- 官守太平紳士（J.P.）（2013年7月12日－2017年7月11日；2023年12月1日－）[22][46]

### 頭銜
- 羅莘桉，JP（Gilford Law Sun-on, JP，2013年7月12日－2017年7月11日；2023年12月1日－）[22][46]

## 外部連結
- 羅莘桉的個人官方領英頁面 Archive.today的存檔，存档日期2023-01-26
- 羅莘桉在史丹福大學的個人頁面 （页面存档备份，存于）

| 政府职务      | 政府职务                                                  | 政府职务      |
| ------------- | --------------------------------------------------------- | ------------- |
| 前任： 區慶源 | 觀塘民政事務專員 2013年7月2日－2017年7月11日              | 繼任： 謝凌駿 |
| 前任： 蘇婉玲 | 香港駐倫敦經濟貿易辦事處處長 2021年8月25日－2025年3月16日 | 繼任： 周雪梅 |
| 前任： 曾裕彤 | 在職家庭及學生資助事務處處長 2025年3月17日至今            | 現任          |